# 库托利-科尔蒂基亚托
库托利-科尔蒂基亚托（法語：Cuttoli-Corticchiato，法語發音：[kutɔli kɔʁtikjato]）是法国南科西嘉省的一个市镇，属于阿雅克肖区。

## 地理
库托利-科尔蒂基亚托（41°59'19"N, 8°54'23"E）面积30.37 平方千米，位于法国南科西嘉省，该省份位于科西嘉南部，后者为地中海西部的一座岛屿，也是法国的一个单一领土集体，位于法国大陆部分的东南面，意大利半島的西面，最临近的地块是撒丁岛。
与库托利-科尔蒂基亚托接壤的市镇（或旧市镇、城区）包括：巴斯泰利卡恰、奥卡纳、萨罗拉-卡尔科皮诺、托拉。

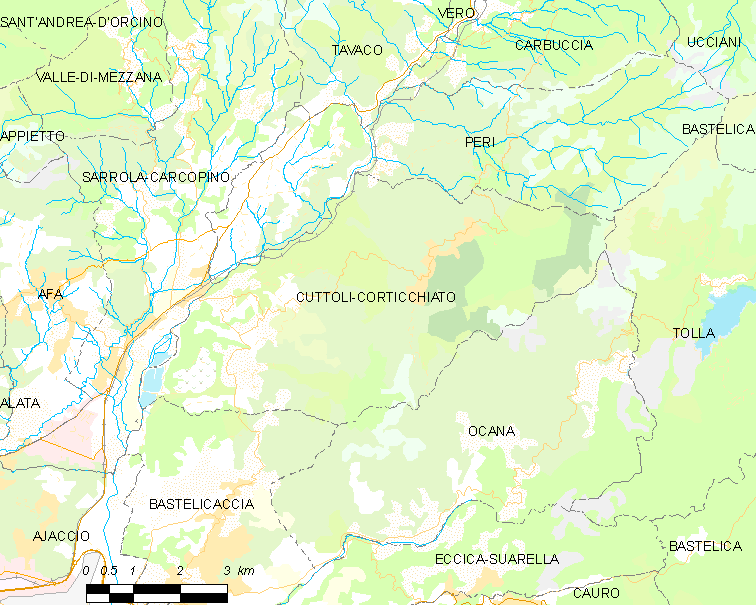
库托利-科尔蒂基亚托的OSM定位图

库托利-科尔蒂基亚托的时区为UTC+01:00、UTC+02:00（夏令时）。

## 行政
库托利-科尔蒂基亚托的邮政编码为20167，INSEE市镇编码为2A103。

## 政治
库托利-科尔蒂基亚托所属的省级选区为格拉诺瓦-普鲁内利县。

## 人口

1962-2008年间库托利-科尔蒂基亚托人口变化图示

库托利-科尔蒂基亚托于2022年1月1日时的人口数量为2044人。